# 豊川市立中部中学校
豊川市立中部中学校（とよかわしりつ ちゅうぶちゅうがっこう）は、愛知県豊川市市田町西浦にある公立中学校。略称は中中（ちゅうちゅう）。

## 概要
「中部」というと市街地にある学校が連想されるが、この中部中学校は市街地から離れた北部の自然の多い地区にある。
普段は制服登校だが、部活時、雨天時に限りジャージ登校が許可されており、ミントグリーン（緑と水色の中間のような色）のジャージを着用することになっている。制服は男子は学ラン、女子は紺色のセーラー服である。
自転車通学は、家と学校との距離が直線距離で1.6km以上なくてはならず（土休日の部活等の特別活動の際は、届出を出し、通学に使う自転車が学校が定める安全項目に全て合格すれば自転車で通学することが出来る）、自転車通学をする生徒はヘルメットを着用しなければならない。
この学校は校区が広いため、冬季（10月 - 3月）は45分授業である。
生徒数は511人（2013年（平成25年））で、1987年（昭和62年）頃をピークに減少したものの、2000年代に入ってからは横ばいで推移している。

## 校訓
誠実
- 勤勉・責任・奉仕
  - （奉仕、責任、勤勉で略し、ほうせきとも呼ばれる）

## 学校行事
| 4月 - 入学式・始業式 - 健康診断 - 家庭訪問 5月 - 家庭訪問 - 宿泊オリエンテーション（1年） - ふれあいウォーク（1年） 修学旅行(3年) 6月 - 野外教育活動（2年） | 9月 - 中中祭 11月 - 職場体験学習（2年） 3月 - 卒業式 |

## 部活動
部活動はどの部活も授業後の午後部活（下校時間は季節により変化）、土休日の休日部活で主に活動している。この学校では部活動への参加は自由なため、部活動には所属せずに地域のクラブチーム等に参加している生徒も少数だが存在している。

### 運動部
- 陸上競技
- 軟式野球
- サッカー
- バレーボール
- バスケットボール
- 卓球
- ソフトテニス
- 剣道
- 弓道

### 文化部
- 吹奏楽
- 美術

## 施設
1棟
校長室、2,3年教室、理科室、図書室等
2棟
1年教室、コンピュータ室、音楽室、美術室等
技術棟
木工室、金工室等
体育館
ステージ、バスケットコート等
武道場
武道場、部室等
屋外
グラウンド、弓道場、テニスコート、プール、自転車置き場等

## 学区
- 豊川市立千両小学校
- 豊川市立八南小学校
- 豊川市立平尾小学校

の通学区域内。
※ 千両小学校区は一時東部中学校の学区になったこともあるが、金屋中学校設置後に中部中学区に復帰。

## 交通アクセス
- 名鉄豊川線 諏訪町駅（豊川体育館前バス停）から豊川市コミュニティバスゆうあいの里小坂井線（ゆうあいの里行き）で約15分、市田停留所下車、徒歩5分
※但し、コミュニティバスの本数は極めて少なく、2時間に1本程度。